# Sant Antoni de Pàdua (Mura)
Sant Antoni de Pàdua és una obra del municipi de Mura (Bages) inclosa en l'Inventari del Patrimoni Arquitectònic de Catalunya.

## Descripció
Es tracta d'una senzilla capella rural dedicada a Sant Antoni de Pàdua. Amb una única nau, compta amb un absis a la capçalera desproveïda de decoració. La coberta és de teula àrab i a dues vessants. A l'entrada hi ha un porxo i al seu damunt una petita finestra. La façana ve rematada per un campanar de torre petit, coronat amb un cos piramidal.
Les obertures són poques i petites. A la façana s'ha emprat l'arrebossat.

## Història
Aquesta construcció apareix documentada des de l'any 1716, construïda per iniciativa de la parròquia de Mura en terrenys del Mas de la Mata. Hi ha notícies, però, d'una d'anterior, del 1680.
Cap al 1818 s'edificà el porxo a l'entrada que va esfondrar-se i no va tornar a reconstruir-se fins fa poc.
L'església ha hagut de suportar l'acció de l'aigua en algunes riuades. Actualment es troba oberta al culte.